# 甘肃咨议局
甘肃咨议局是1909年至1912年间在甘肃省设立的咨议局。

## 历史
1907年，清政府预备立宪，决定于各省设立咨议局。1909年10月，甘肃咨议局正式成立，推举张林焱为议长，何念忠、郭铸嘉为副议长。1909年至1911年间，咨议局共举行了三次大会。在1911年第三次会议举行期间，辛亥革命爆发，咨议局议员纷纷散归。最终中华民国成立后，甘肃咨议局于1912年3月15日承认共和。后被新成立的甘肃省临时议会所取代。

## 议员
甘肃咨议局议员为：
- 议长：张林焱
- 副议长：郭锐嘉、何念忠
- 议员：牟黻堂、王曜南、刘尔圻（后为副议长）、杨锡田、张云锦、马子举、田乃畲、孙耀枢、基生兰、春祉、贾子祥、王温厚、罗润业、王午天、宋迪桢、张华圃、高晋荣（候补）、罗其光、刘光祖（后为副议长）